# Williams FW20
A Williams FW20 egy Formula–1-es versenyautó, amelyet a WilliamsF1 tervezett az 1998-as Formula–1 világbajnokságra. Két pilótája az előző évi világbajnok Jacques Villeneuve és a csapatnál második szezonját töltő Heinz-Harald Frentzen voltak.
Ebben az évben a csapatot számos nehézség hátráltatta. Elvesztették Adrian Newey-t, aki a McLaren csapathoz igazolt, és aki az autókat tervezte. Ha ez nem lett volna elég, a Renault kivonult a Formula–1-ből. bNewey tervei és az erős Renault motorok voltak a kilencvenes évek elején a Williams sikerének zálogai - ugyan Newey már 1996-ban távozott, de a tervei alapján készült az 1997-es kasztni is, így az FW20-as volt az első, ami már nem viselte magán az ő keze nyomát. Ennek ellenére az autó jelentős mértékben épített az elődmodellre, attól főként a szabályváltozások miatti keskenyebb kivitelben tért el.
Az FW20-asban dolgozó motor Mecachrome volt - ez a cég gyártotta a Renault sportmotorjait, köztük a Formula–1-est is. A Renault kivonulása után licenszdíj fizetése ellenében gyárthatták saját név alatt a motort, amely ténylegesen az 1997-es Renault-konstrukció volt, érdemi fejlesztés nélkül, átnevezve. Lecserélte a csapat az autók festését is a majdnem másfél évtizedig használt kék alapúról piros-fehérre - a szponzor ugyanis az addigi Rothmans cigarettamárkája helyett a Winfield-et kívánt népszerűsíteni.
1998 kiábrándító volt az előző évek sikereinek fényében. A csapat bár harmadik lett a világbajnokságban, csak messziről figyelhette a két bajnoki rivális, a McLaren és a Ferrari csatáját. Három dobogós helyet értek el, győzni egyszer sem sikerült. Az év végén mindkét versenyző távozott: Villeneuve a BAR-hoz, mert esélye sem volt megvédeni a bajnoki címét, Frentzen pedig azért ment a Jordanhez, mert másodhegedűsként kezelték.

## Fordítás
Ez a szócikk részben vagy egészben  a   Williams FW20 című angol Wikipédia-szócikk ezen változatának fordításán alapul.  Az eredeti cikk szerkesztőit annak laptörténete sorolja fel. Ez a jelzés csupán a megfogalmazás eredetét és a szerzői jogokat jelzi, nem szolgál a cikkben szereplő információk forrásmegjelöléseként.

## Eredmények
(Táblázat értelmezése)

(Félkövér: pole-pozícióból indult; dőlt: leggyorsabb kört futott) 

| Év   | Csapat   | Motor          | Gumik | Pilóták               | 1   | 2   | 3   | 4   | 5   | 6   | 7   | 8   | 9   | 10  | 11  | 12  | 13  | 14  | 15  | 16  | Pontok | Helyezés |
| ---- | -------- | -------------- | ----- | --------------------- | --- | --- | --- | --- | --- | --- | --- | --- | --- | --- | --- | --- | --- | --- | --- | --- | ------ | -------- |
| 1998 | Williams | Mecachrome V10 | G     |                       | AUS | BRA | ARG | SMR | ESP | MON | CAN | FRA | GBR | AUT | GER | HUN | BEL | ITA | LUX | JPN | 38     | 3.       |
| 1998 | Williams | Mecachrome V10 | G     | Jacques Villeneuve    | 5   | 7   | KI  | 4   | 6   | 5   | 10  | 4   | 7   | 6   | 3   | 3   | KI  | KI  | 8   | 6   | 38     | 3.       |
| 1998 | Williams | Mecachrome V10 | G     | Heinz-Harald Frentzen | 3   | 5   | 9   | 5   | 8   | KI  | KI  | 15  | KI  | KI  | 9   | 5   | 4   | 7   | 5   | 5   | 38     | 3.       |